# Plano de Turgot

El plano de Turgot

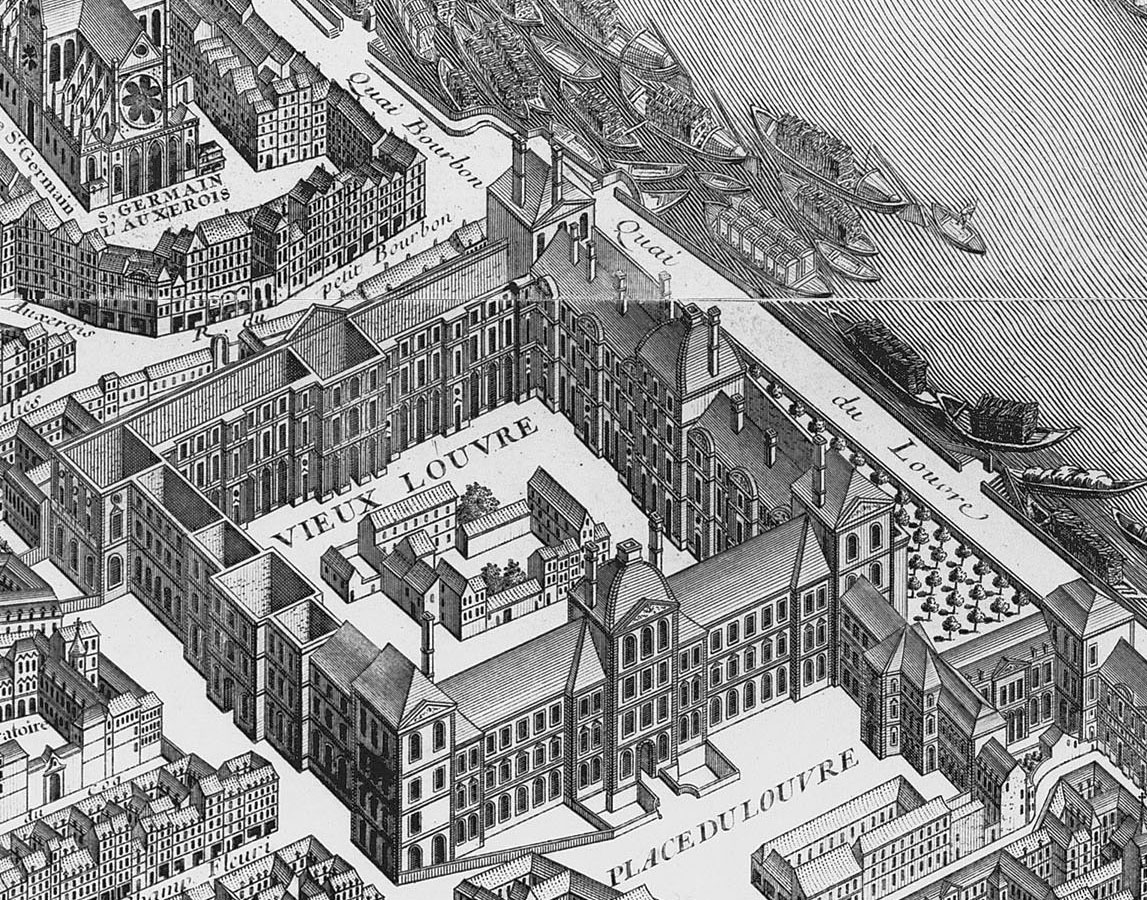
Detalle del Palacio del Louvre

El plano de Turgot (en francés: plan de Turgot) es un antiguo plano de la ciudad de París, realizado entre 1734 y 1739 a petición del preboste de los comerciantes, Michel-Étienne Turgot, por Louis Bretez, miembro de la Académie de peinture et de sculpture y profesor de perspectiva. Técnicamente, representa la ciudad de París en perspectiva caballera (un tipo de perspectiva isométrica) a escala 1/400 aproximadamente, lo que comporta un tamaño de 2,49 m × 3,18 m.

## Contexto
En 1734, Michel-Étienne Turgot, entonces a la cabeza de la municipalidad parisina (en tanto que preboste de los comerciantes), decidió promover la imagen de París entre las élites (parisinas, provinciales y extranjersa) realizando un nuevo plano de París. Le encomendó a Louis Bretez, miembro de la Academia de Pintura y Escultura y profesor de perspectiva, la tarea de levantar y dibujar el mapa de París y de sus suburbios.
Por contrato, se le pidió una observación de gran precisión y una reproducción muy fiel; incluso tenía un mandato de visita que le autorizaba para entrar en hoteles, mansiones y jardines. El cartógrafo tenía, contractualmente, que representar en alzado las iglesias, edificios, fuentes, plazas y monumentos públicos. Bretez trabajó en ello durante dos años (1734-1736) y percibió 10 000 libras por esta tarea.

## Descripción
El plano realizado aproximadamente a escala 1/400 es grande (2,49 m × 3,18 m). En el siglo XVIII, la tendencia era abandonar los retratos de las ciudades, heredados del Renacimiento, en favor de planos geométricos, más técnicos y más matemáticos. Sin embargo, Bretez creó un plano en completo desacuerdo con esta tendencia secular, optando por el sistema de la perspectiva caballera, sin punto de vista o punto de distancia: dos edificios del mismo tamaño están representados por dos dibujos del mismo tamaño, sea que esos edificios estén cerca o lejos. Hoy se hablaría de una perspectiva isométrica.
El plan está orientado en dirección del sureste. Ya en 1672, el plano de Jouvin de Rochefort estaba orientado hacia el norte, pero el plano de Turgot volvió a la orientación utilizada por los planos del siglo XVI, que utilizaban el Sena como eje vertical de simetría. Comprende  aproximadamente los once primeros distritos actuales.
|  |  |  |  |
|  |  |  |  |
|  |  |  |  |
|  |  |  |  |
|  |  |  |  |

## Grabado del plano
En 1736, Antoine Coquart, ingeniero y grabador, y Claude Lucas, grabador de la Academia de Ciencias, fueron encargados de grabar al aguafuerte y al buril las 21 planchas del plano. Coquart acabó su trabajo en abril de 1738 y Lucas completó solo el grabado del plano. La impresión está hecha por Pierre Thevenard, «imprimeur en taille douce demeurant à Paris rue Saint Jacques près la fontaine Saint Benoist» ("impresor de tamaño que reside en París en la rue Saint Jacques cerca de la fuente Saint Benoist"). La tirada ascendió a alrededor de 2500 ejemplares.
La obra fue recibida en el alcaldía de París el 15 de diciembre de 1739. Se ofrecieron copias encuadernadas en volúmenes al rey y a los príncipes, a los miembros de la Academia Francesa, de la Academia de Ciencias, de la Academia de Pintura y escultura, y a los miembros de la Municipalidad; un número significativo fue enviado a cortes extranjeras a través de las representaciones francesas en el extranjero.
Los 21 cobres grabados se conservan en la Calcografía del Louvre, donde aún se utilizan para imprimir nuevos grabados siguiendo las mismas técnicas que hace dos siglos. El último facsímil completo vio la luz con ocasión de la exposición«Le Paris des Lumières» organizada en el Hôtel de Rohan, Museo de la Historia de Francia, sitio parisino de los Archivos Nacionales, del 12 de octubre de 2005 al 9 de enero de 2006. El departamento de mapas y planos de la Biblioteca Nacional de Francia y la Biblioteca histórica de la ciudad de París conservan una gran cantidad de originales en hojas, encuadernados o incluso montados sobre lienzo.